# Mk 20型魚雷
Mk 20型魚雷於1943年設計，但從未投入使用。
該魚雷由美國海軍魚雷站、Exide和通用電氣共同設計。該項目是研發潛射反水面船艦魚雷的延續，它在1941年的原稱Mark 2，是第二次嘗試研發此類魚雷。第一次世界大戰後(1919-1932年)，在證明生產的魚雷於速度和射程方面不能令人滿意後，Mark 1的早期的研發工作被終止。
由於Mk 18型魚雷的成功，Mk 20型魚雷從未超越開發階段，但通用電器生產了20枚魚雷作研發測試之用。